# Leocadio Martín Ruiz
Leocadio Martín-Ruiz (c. 1883-1920) fue un escritor y ferroviario español.

## Biografía
Empleado de la Compañía Minero-Metalúrgica de Peñarroya, residió en Pueblonuevo del Terrible. Colaboró con La Crónica (Guadalajara, 1903) y fue autor de títulos como Tierra sultana (prosas, Madrid, 1907) y Las canciones del Llano (Sevilla, 1914). Falleció a la edad de treinta y seis años en un accidente de motocicleta en El Escorial, el 14 de enero de 1920, localidad donde fue enterrado. En el momento de su deceso era vecino de Madrid. En 1918 había sido fundador del equipo de fútbol Sociedad Deportiva Ferroviaria.